# 東阿維爾州
東阿維爾州（英語：Aweil East）是南蘇丹曾经的一个州，位於該國西北部。人口529,100人（2014年），首府瓦尼喬克（Wanyjok），下轄1市8郡。

## 行政區劃
下轄1市8郡：
- Wanyjok
- Wunlung
- Malualbaai
- Warguet
- Yargot
- Madhol
- Mangok
- Baac
- Mangar-Tong